# Отто Дітріх
Якоб Отто Дітріх (нім. Jacob Otto Dietrich; 31 серпня 1897, Ессен — 22 листопада 1952, Дюссельдорф) — партійний і державний діяч Третього Рейху, рейхсляйтер (2 червня 1933 — 8 травня 1945), прес-секретар НСДАП (1 серпня 1931 — 31 березня 1945), Імперський шеф преси НСДАП (з 28 лютого 1934), прес-секретар Імперського уряду (26 листопада 1937 — 31 березня 1945), статс-секретар Імперського міністерства народної освіти і пропаганди, президент Імперської палати друку (квітень 1938 — 31 березня 1945), обергруппенфюрер СС (20 квітня 1941).

## Біографія

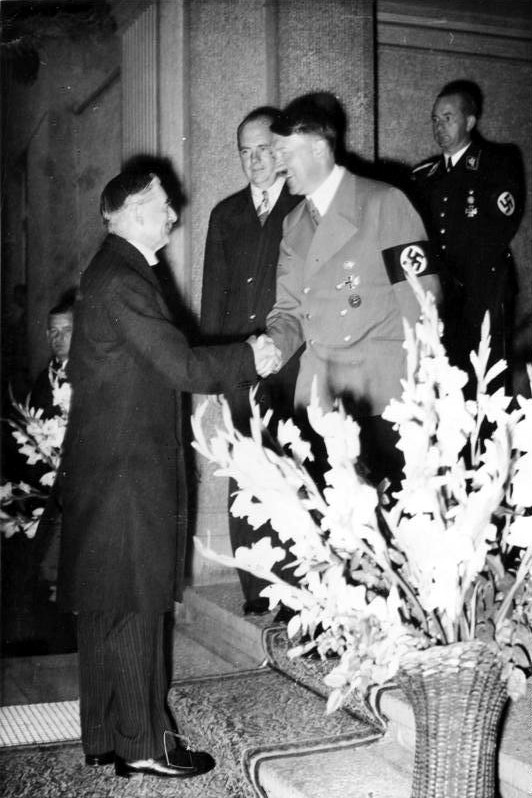
Отто Дітріх (праворуч) під час зустрічі Адольфа Гітлера з Невіллом Чемберленом (Бад-Годесберг, 24 вересня 1938).

Син торговця. До 1914 року відвідував реальну гімназію в Ессені.
Учасник Першої світової війни: в березні 1915 року вступив добровольцем до армії, воював на Західному фронті, в 1918 році був офіцером 7-го Вестфальського артилерійського полку.
Після війни навчався в Мюнхенському, Франкфуртському і Фрайбурзькому університетах, останній закінчив в 1921 році зі ступенем доктора політичної економії. Після закінчення навчання працював асистентом з питань торгівлі в Ессенській торговій палаті і був редактором відділу торгівлі Ессенської загальної газети (Essener Allgemeinen Zeitung). У 1928 році працював в мюнхенському представництві цієї газети, потім був керівником біржового відділу націоналістичної Мюнхенсько-Аугсбурзької вечірньої газети (München-Augsburger Abendzeitung), одночасно був мюнхенським кореспондентом газети «Лейпцизькі останні новини» (Leipziger Neuesten Nachrichten). У 1928 році одружився з дочкою власника «Рейнсько-Вестфальської газети» (Reinisch Westalische Zeitung).
Працюючи в середовищі націоналістів, зблизився з нацистами і в 1929 році вступив в НСДАП (партійний квиток № 126 727). Повернувшись в Ессен, в 1929 році став редактором нещодавно створеної нацистською партією «Національної газети» (Nationalzeitung). Тоді ж став надавати консультаційні послуги нацистській партії і виступати посередником між нацистами і представниками рейнської промисловості. У 1931 році став заступником шефа редактора «Ессенської національної газети» (Essener National Zeitung»).
1 серпня 1931 очолив партійне керівництво преси, Імперську службу преси і став прес-секретарем НСДАП, з 28 лютого 1934 року — імперський шефом преси. 24 грудня 1932 року вступив у СС (посвідчення № 101 349).
Очолювана Дітріхом Імперська служба преси була одним з Головних управлінь в системі Імперського керівництва НСДАП. Вона здійснювала зв'язки НСДАП з громадськістю та керувала всією партійною пресою, включаючи нацистські громадські організації. При цьому вона мала у своєму розпорядженні виключним правом видавати директиви ЗМІ за партійними питань.
Після приходу Гітлера до влади 30 січня 1933 року Дітріху було доручено координувати роботу всієї німецької преси.
Дітріх супроводжував Гітлера в Мюнхен і Бад-Вісзе під час Ночі довгих ножів 1934 року народження, коли було знищено вище керівництво СА на чолі з начальником штабу СА Ернстом Ремом, а пізніше опублікував у пресі звіт про придушення «путчу СА», особливо загостривши увагу на моральному розкладанні «старих товаришів» (Рем з товаришами були гомосексуалами). У 1936 році став депутатом Рейхстагу від Лейпцига. 26 листопада 1937 року змінив Вальтера Функа на посаді прес-секретаря Імперського уряду, а в квітні 1938 року був призначений статс-секретарем очолюваного Йозефом Геббельсом Імперського міністерства народної освіти і пропаганди і тоді ж змінив Макса Аманна на посаді президента Імперської палати друку.
На цих своїх постах діяльність Дітріха перетиналася і постійно вступала в протиріччя з діяльністю Йозефа Геббельса як глави Імперського керівництва пропаганди, а також Макса Аммана — імперського керівника друку, директора Центрального видавництва НСДАП «Ехерем Ферляґ» (Franz Eher Verlag GmbH) і голови Німецького об'єднання видавців газет.
Будучи призначеним на посаду статс-секретаря Імперського міністерства народної освіти і пропаганди, Дітріх повинен був підкорятися Йозефу Геббельсу як рейхсміністру, проте обидва вони займали однакове становище у НСДАП, і тому Дітріх досить часто проводив свою політику, ігноруючи рейхсміністра. Сам Геббельс писав в кінці війни в своїх щоденниках, що він на боротьбу з Дітріхом витратив стільки ж сил, «скільки фюрер на своїх генералів».
Після початку Другої світової війни Дітріх щодня направляв в засоби масової інформації директиви про те, як інтерпретувати події на фронті.
20 липня 1944 року під час замаху на Гітлера знаходився в його ставці «Вовче лігво» під Растенбургом (Східна Пруссія). Змовники тоді відключили зв'язок ставки з рештою світу, але між Дітріхом в ставці і Геббельсом в Берліні існував спеціальний канал зв'язку, за яким Дітріх першим повідомив по телефону Геббельса про замах. Це дозволило Й. Геббельса - єдиному з високопоставлених нацистських бонз, який перебував в Берліні - негайно приступити до придушення заколоту генералів.
Тільки в кінці війни на особистій зустрічі з Гітлером 31 березня 1945 року Геббельсу вдалося домогтися від нього прийняття рішення про усунення Дітріха з поста імперського шефа преси.
18 травня 1945 року Дітріх був арештований британськими військами. На процесі Американського військового трибуналу в Нюрнберзі у «справі Вільгельмштрассе» 11 квітня 1949 року був засуджений до 7 років тюремного ув'язнення. 16 серпня 1950 року за рішенням Верховного окупаційного комісара в Німеччині генерала Джона МакКлея звільнений.

## Звання
- Оберфюрер СС (24 грудня 1932)
- Бригадефюрер СС (1 січня 1934)
- Группенфюрер СС (27 січня 1934)
- Обергруппенфюрер СС (20 квітня 1941)

## Нагороди
- Залізний хрест 2-го і 1-го класу
- Почесний хрест ветерана війни з мечами
- Почесний кут старих бійців
- Кільце «Мертва голова»
- Почесна шпага рейхсфюрера СС
- Золотий партійний знак НСДАП
- Медаль «За вислугу років у НСДАП» в бронзі та сріблі (15 років)

## Літературний персонаж
За виконуваним в НСДАП функціями Отто Дітріх послужив прообразом Гансйорга Лаутензака — персонажа роману Ліона Фейхтвангера Брати Лаутензак.